# میل مقبول‌آباد
میل مقبول‌آباد مربوط به دوره ساسانی است و در شهرستان قم، بخش خلجستان، روستای مقبول‌آباد واقع شده است. این اثر در تاریخ ۶ مهر ۱۳۸۴ با شماره ثبت ۱۳۴۲۰ به عنوان یکی از آثار ملی ایران به ثبت رسیده است.